# Маклауд, Коди
Коди Маклауд (англ. Cody Mcleod; род. 26 июня 1984, Бинскарт, Манитоба) — бывший канадский профессиональный хоккеист, левый нападающий, тафгай. В НХЛ набрал 1630 минут штрафа. В настоящее время является тренером по развитию в «Миннесоте Уайлд». 

## Карьера
Летом 2005 года был в тренировочном лагере клуба «Бостон Брюинз». Затем Маклауд был переведён на сбор фарм-клуба «Бостона» «Провиденс Брюинз». В итоге Маклауд остался без контракта.
В сезоне 2005/06 подписал контракт с клубом «Лоуэлл Лок Монстерс». Свой полноценный сезон провёл в фарм-клубе «Сан-Диего Галлз».

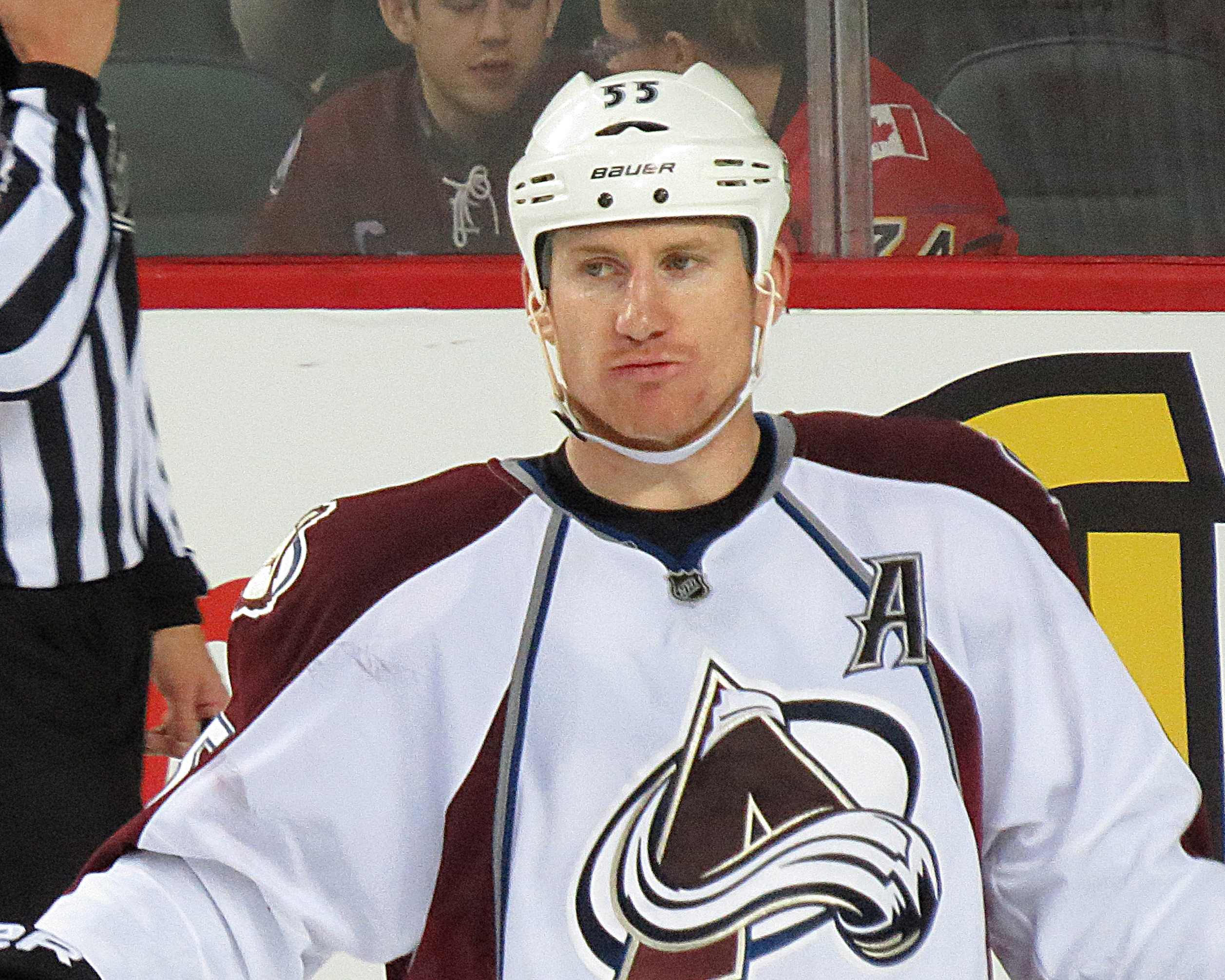
Маклеод в составе «Колорадо Эвеланш»

6 июля 2006 подписал свой первый контракт с клубом НХЛ «Колорадо Эвеланш». После тренировочного лагеря «Эвеланш» был отправлен в фарм-клуб «Олбани Ривер Рэтс». 19 июня 2009 года продлил контракт с «Колорадо» ещё на 3 года. Позже он продлил контракт до конца сезона 2017/18.
В сезоне 2016/17 был обменян в «Нэшвилл Предаторз» на нападающего Феликса Жирара. В первом же матче за новый клуб отметился заброшенной шайбой в ворота своего предыдущего клуба, а также подрался с Джеромом Игинлой. 30 апреля 2017 года забросил победную шайбу добиванием в матче против «Сент-Луис Блюз», которая позволила выиграть матч со счётом 3:1 и повести в серии 2-1. В итоге в составе «хищников» канадец дошёл до финала Кубка Стэнли.
В сезоне 2017/18 в составе «Предаторз» был игроком 4-го звена и смог отметиться 2 (1+1) набранными очками.
Однако 25 января 2018 года был выставлен на драфт отказов, откуда его забрал «Нью-Йорк Рейнджерс». В качестве свободного агента в межсезонье Маклауд согласился продолжить карьеру в «Рейнджерс», заключив 12 июля 2018 года годовой контракт на $ 650 тыс. 21 ноября 2018 года Маклауд получил перелом руки в бою против нападающего «Нью-Йорк Айлендерс» Росса Джонстона.
После 31-й игры за «Рейнджерс» 6 февраля его обменяли обратно в «Нэшвилл Предаторз» на выбор в 7-м раунде драфта 2020 года. «Предаторз» испытывали нехватку силовых нападающих из-за травмы Зака Риналдо и дисквалификации Остина Уотсона.
26 августа 2019 года «Айова Уайлд», филиал «Миннесоты Уайлд» в АХЛ, подписала с Маклеодом контракт. В своём 16-й профессиональном сезоне, Маклауд провёл 21 игру за Айову, набрав семь очков и 41 штрафную минуту. Вдобавок к положительному присутствию ветерана, 13 июля 2020 года Маклауд продлил контракт на один год.
В сезоне 2020/21 был ассистентом капитана, а в сезоне 2021/22 был капитаном «Айовы».
После своего третьего сезона в «Айова Уайлд», Маклауд объявил о завершении карьеры, 11 июля 2022 года, спустя 17 лет в профессиональном хоккее. Он согласился войти в тренерский штаб «Миннесоты Уайлд» тренером по развитию.